# Atretochoana
Atretochoana eiselti er en art af ormepadder som kun er kendt fra to præserverede eksemplarer indtil dets 2011 opdagelse i Brasilien. Indtil 1998 var den kun kendt fra et typeeksemplar i Naturhistorisches Museum, Wien.
Oprindeligt blev den indplaceret i slægten Typhlonectes i 1968. Den blev genklassificeret i sin egen monotypiske slægt i 1996. Den er anset for at være tættere beslægtet med arterne i slægten Potomotyphlus end med dem i Typholonectes.
Arten er den største af de få kendte tetrapoder som mangler lunger – den ene af de to er ormepadde og den anden er Caecilita iwokramae.

## Beskrivelse
A. eiselti er den største tetrapod som mangler lunger, hvilket dobler størrelsen i forhold til den næststørste.
Ormepadder såsom Atretochoana er lemmeløse padder med en slangelignende krop, markeret med ringe som regnorme.

Den har betydelige morfologiske forskelle fra andre ormepadder, selv om slægten er tæt relateret til, på trods af faktum at disse slægter er vandlevende.

Kraniet er meget forskelligt fra andre ormepadder, hvilket giver dyret sit brede flade hoved.
Dets næsebor er lukkede, og det har en forstørret mund med mobil hage.
Dets krop har en kødfuld rygfinne.
De fleste ormepadder har en veludviklet højre lunge og en relik venstre lunge. Nogle, såsom Atretochoana's beslægtede, har to veludviklede lunger. Atretochoana mangler helt lunger, og har et antal andre tegn associateret med lungeløshed, inklusiv lukkede choanae, og et fravær af lungepulsårer.
Dets hud er fyldt med kapillærer, som går igennem epidermis, hvilket tillader gasudveksling. Dets kranium har muskler som er ikke er fundet i noget andet organisme.
Wien eksemplaret af Atretochoana er en stor ormepadde med en længde på 72,5 cm, mens det brasilianske eksemplar er større med en længde på 80,5 cm.
Til sammenligning har ormepadder en længde på mellem 11 og 160 cm.

## Biologi
De fleste ormepadder er sandgravende, men nogle, inklusiv Atretochoana's beslægtede, er mest vandlevende.
I juni 2011 blev en padde fotograferet nær Praia de Marahú på Mosqueiro Island (nær Belém, Brasilien) som viste sig at være A. eiselti, men det blev ikke bekræftet. I 2011 blev seks eksemplarer fundet i Madeira River. Ingen havde koldt hurtigt strømmende vand, som man havde forventet. Da der er mindre ilt i varmere vand, gør det fravær af lunger det endnu mere usædvanligt, og spørgsmålet om hvordan den ånder er ikke afdækket.